# Christian Koken
Johann Christian Koken (geboren 26. Oktober 1779 in Alfeld; gestorben 15. Juni 1857 in Holzminden) war ein deutscher Gymnasiallehrer und Holzmindener Schuldirektor (1812–1854).

## Leben
Johann Christian Koken wurde 1779 als Sohn des aus der Familie Koken stammenden Alfelder Stadtsyndikus Johann Friedrich Koken geboren. Nach dem frühen Tod seines Vaters zog er nach Hildesheim zu seinem Großvater, einem Holgerichtsassessor. Dort besuchte er das Andreanum und ging danach zum Studium der Theologie und Philologie an die Georg-August-Universität Göttingen, wo er unterem Schüler von Christian Gottlob Heyne war. Nach seinem Abschluss ging er 1801 nach Holzminden, wo er eine Anstellung als Collaborator am dortigen Gymnasium fand. 1806 wurde zum Inspektor der Stipendiaten und am 18. Oktober 1812 zum Direktor des Gymnasiums ernannt. 1825 erhielt er den Titel Professor verliehen. Zu seinem 50-jährigen Amtsjubiläum wurde er Schulrat und die philosophische Fakultät der Universität Göttingen verlieh ihm die Ehrendoktorwürde. Nach 42 Jahren als Schuldirektor ging er 1854 in den Ruhestand und starb wenige Jahre darauf.